# Національна всеукраїнська музична спілка
Націона́льна всеукраї́нська музи́чна спі́лка (НВМС) — одне із найстаріших і найбільших професійних творчих об'єднань митців України. Членами спілки є майже дві тисячі професійних діячів музичного мистецтва.

## Історія
Першоосновою Національної всеукраїнської музичної спілки було Музичне товариство імені Миколи Леонтовича, створене 1921 року з ініціативи діячів української культури Кирила Стеценка, Пилипа Козицького, Михайла Вериківського, Льва Ревуцького, Бориса Лятошинського, Григорія Верьовки, Порфирія Демуцького, Миколи Грінченка, Гната Хоткевича, Нестора Городовенка та інших.
1928 року Музичне товариство імені Миколи Леонтовича було ліквідовано.

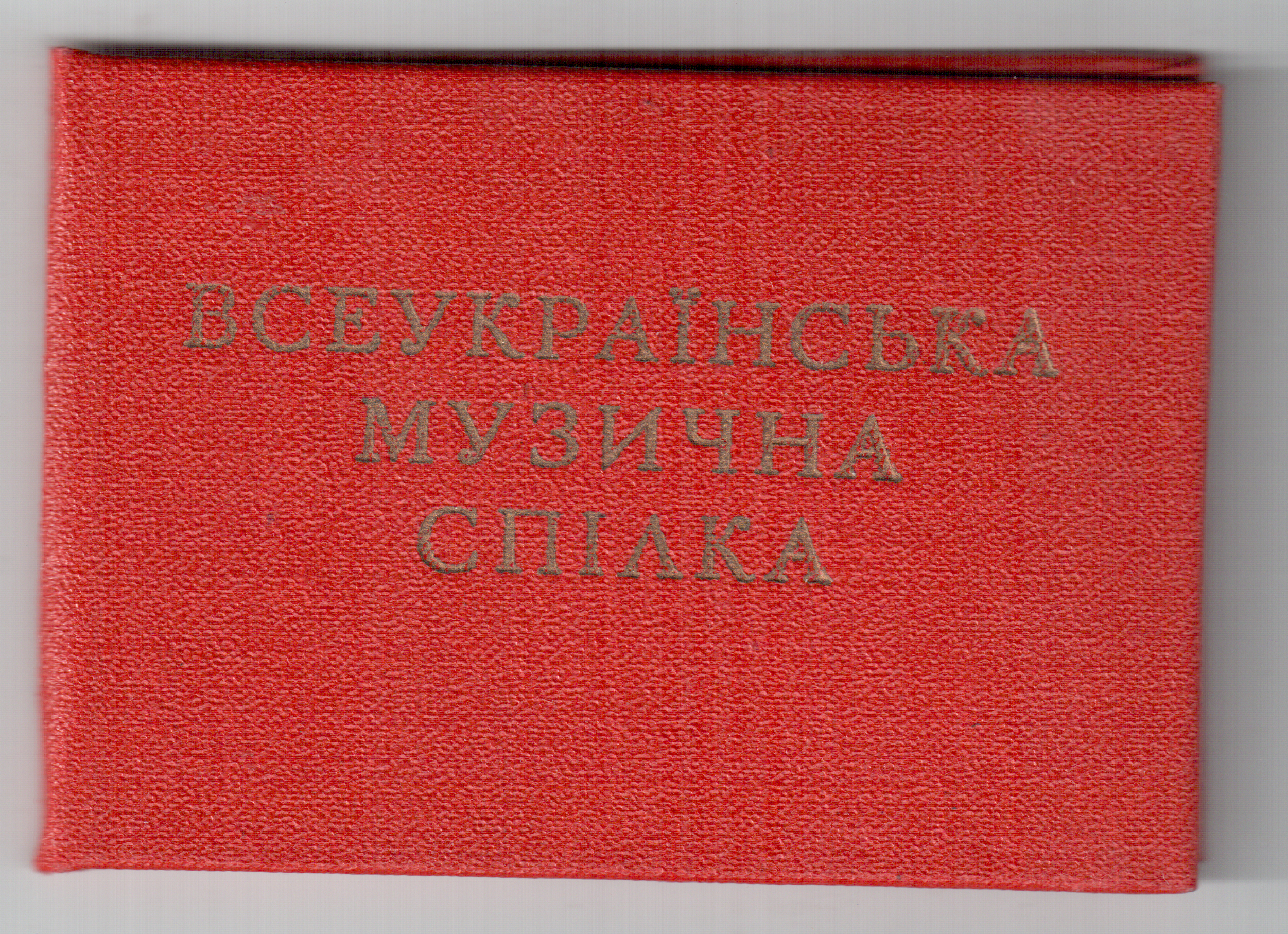
Членський білет (1995)

У повоєнні роки діяльність Музичного товариства (спочатку хорового, пізніше — музично-хорового, музичного) було відновлено.
У листопаді 1990 року на V з'їзді Музичного товариства імені Миколи Леонтовича було ухвалено на його базі створити професійну творчу організацію — Всеукраїнську музичну спілку. Її головою було обрано Анатолія Авдієвського.
8 жовтня 1998 року постановою Кабінету Міністрів України спілці надано статус національної.

## Секретаріат
Станом на червень 2017 до секретаріату входять:
- Савчук Євген Герасимович — голова НВМС, голова Асоціації «Хорове товариство імені Миколи Леонтовича», голова Київського обласного відділення Спілки, генеральний директор-художній керівник Національної заслуженої академічної капели України «Думка», Герой України, народний артист України, лауреат Національної премії України імені Тараса Шевченка, академік, професор.
- Заїка Петро Васильович — перший заступник голови Спілки, заслужений діяч мистецтв України, кандидат педагогічних наук.
- Андрійчук Петро Олександрович — заслужений працівник культури України, старший науковий співробітник Українського центру культурних досліджень, професор, художній керівник Залуженого народного ансамблю пісні і танцю України «Дарничанка».
- Гуцал Віктор Омелянович — голова Асоціації діячів народно-інструментальної музики Спілки, генеральний директор-художній керівник Національного оркестру народних інструментів України, народний артист України, професор.
- Кузнецова Ольга Олексіївна — голова Асоціації піаністів-педагогів Спілки, кандидат педагогічних наук, професор.
- Рожок Володимир Іванович — ректор Національної музичної академії України імені П. І. Чайковського, народний артист України, доктор мистецтвознавства, професор.
- Рунчак Володимир Петрович — композитор, диригент, лауреат міжнародних конкурсів керівник Міжнародного мистецького проєкту «Нова музика в Україні».
- Семешко Анатолій Андрійович — заслужений діяч мистецтв України, професор, завідувач кафедри народних інструментів Інституту мистецтв УДУ імені М. П. Драгоманова.
- Чеченя Костянтин Анатолійович — голова Асоціації гітаристів, голова Київської міської організації Спілки, голова ради секції гітаристів методичного об'єднання викладачів початкових мистецьких навчальних закладів Головного управління культури і мистецтв КМДА, заслужений діяч мистецтв України, кандидат мистецтвознавства.

Почесні Секретарі:
- Дриневський Михайло Павлович — голова Білоруського союзу музичних діячів, художній керівник та головний диригент Національного заслуженого академічного народного хору Республіки Білорусь ім. Г. І. Цитовича, народний артист Білорусі.
- Моісеєв Віктор Опанасович — віце-президент Міжнародного союзу музичних діячів, заслужений працівник культури Російської Федерації, професор.

## Відомі члени
- Кавунник Олена Анатоліївна — українська музикознавиця.
- Люліч Валентина Анатоліївна - авторка та виконавиця власних пісень, голова Асоціації діячів авторської пісні та співаної поезії РОВ НВМС.